# Understanding What We’ve Grown to Be
Understanding What We’ve Grown to Be ist das zweite Studioalbum der Post-Hardcore-/Trancecore-Band We Came as Romans aus Troy, Michigan, Vereinigte Staaten. Es erschien am 13. September 2011 über Equal Vision Records (Nordamerika) und drei Tage später über Nuclear Blast in Europa. In Australien wurde das Album über UNFD veröffentlicht. Am 26. März 2013 soll eine Deluxe Edition des Albums erscheinen, das sowohl eine DVD als auch mit Hope, Let These Words Last Forever und The King of Silence drei neue Stücke beinhalten wird.
Das Album erreichte Platz 21 in den US-Charts und positionierte sich auf dem 72. Platz der ARIA Charts in Australien. Es ist somit die erste Veröffentlichung, welche sich auch außerhalb der Staaten in den Charts positionieren könnte. Im Vergleich zum Vorgänger, To Plant a Seed, ist die mediale Resonanz größer. So erhielt Understanding What We’ve Grown to Be beispielsweise Kritiken im Metal Hammer und Legacy. Im Metal Hammer-Sonderheft Extreme Aggression wurde es als eines der wegweisenden Alben der Metalcore-Szene beschrieben.
Auch tourte die Band intensiver um für das Album zu werben. Die Gruppe spielte in den USA, Europa und erstmals auch in Südamerika und Japan. Insgesamt spielte We Came as Romans 64 Konzerte.

## Entstehung

### Produktion und Veröffentlichung
Am 8. Dezember wurde bekannt, dass We Came as Romans auf der Warped Tour spielen werden. Bereits vor Tourstart bezog die Band das Studio, um an dem Nachfolger-Album von To Plant a Seed zu arbeiten. Understanding What We’ve Grown to Be wurde, wie das Debütalbum auch, im The Foundation Recording Studio von Joey Sturgis produziert.
Zum Album erschienen mit Mis//Understanding die einzige Single zum Album. Diese wurde am 5. Juli 2011 über ITunes veröffentlicht. Auf dieser Single wurde das Lied Understanding What We’ve Grown to Be als Bonustitel mit veröffentlicht. Die Gruppe bezog vom 16. Februar bis 10. März 2011 das Studio, um mit den Arbeiten an dem Album zu beginnen. Anders als bei To Plant a Seed ging die Gruppe ein zweites Mal ins Studio, vom 16. Mai bis 23. Juni 2011.
Understanding What We’ve Grown to Be erschien am 13. September 2011 in Nordamerika und drei Tage später in Europa.

### Cover
Das Cover wurde, wie im Vorgänger-Album, von Paul Romano entworfen. Es zeigt denselben Jungen ohne Gesichtszüge wie auf To Plant a Seed, allerdings sieht dieses Cover deutlich düsterer aus als auf dem Debütalbum. Bei dem Entwurf des Covers waren auch Joshua Moore und Andrew Glass von der Band beteiligt. Das Cover wurde am 14. Juli 2011 auf der Homepage der Gruppe als „Puzzle“ veröffentlicht. Metal Hammer beschreibt, dass der Junge, welcher auf beiden Alben zu sehen ist, „auf dem Besten Wege ist, Maskottchen der Band zu werden“.

### Songs
Alle Songs auf Understanding What We’ve Grown to Be wurden von Gitarrist Joshua Moore verfasst. Ein Großteil der Songtexte wurde geschrieben während die Gruppe tourte. Die Texte auf diesem Album sind laut Band und Fachpresse „dunklerer und erwachsener“ geschrieben, als auf To Plant a Seed.

### Albumversionen
Understanding What We’ve Grown to Be erschien am 13. September 2011 in Nordamerika und drei Tage später in Europa. Bis dato gab es das Album als folgende Medien:
- 13. September 2011: Reguläres Album mit 13 Stücken (das 13. Stück ist eine Live-Aufnahme von Roads That Don't End and Views That Never Cease vom Debütalbum To Plant a Seed)[Anmerkung 1]
- 13. September 2011: Download-Album bei ITunes und Amazon
- 19. Juni 2012: Understanding What We’ve Grown to Be (gemeinsam mit To Plant a Seed) auf Vinyl-Schallplatte veröffentlicht, limitiert auf 2000 Stück:[5]
  - Opak-Lichtblau (100 Stück, erhältlich nur bei MerchNow)
  - Opak-Grau (600 Stück, erhältlich nur bei MerchNow)
  - Opak-Rot (300 Stück, nur auf Konzerten der Band erhältlich)
  - Transparent-Jade (1000 Stück, in allen Verkaufsläden)
- 26. März 2013: Deluxe Edition mit drei Bonustiteln und einer DVD (Download-Album ist seit Januar 2013 erhältlich)

## Lieder
Auf diesem Album sind zwölf Stücke sowie ein Bonustitel- allerdings nur auf der europäischen und der japanischen Version- zu finden. Diese sind Live-Versionen von Roads That Don't End and Views That Never Cease (Europa) und Intentions (Japan), beides aus dem Album To Plant a Seed. In der nordamerikanischen und australischen Albumversion sind keine Bonusstücke zu finden.

### Inhalt und Hintergrund der Texte
Obwohl die Songtexte auf Understanding What We’ve Grown to Be „erwachsener“ und „düsterer“ wirken, sollen wie im Album zuvor auch positive Nachrichten vermittelt werden. Im Vergleich zum Vorgänger-Album To Plant a Seed ist die Sichtweise der Songs realistischer gestaltet, da die Songs jetzt auch negative Seiten beleuchten.
Das Stück Cast the First Stone hat vom Namen her einen religiösen Ursprung. Es ist ein Teilzitat aus einem der vier Evangelien, wo es heißt „Let He Who Is Without Sin Cast The First Stone“ (zu deutsch: „Wer ohne Sünde ist, der soll den ersten Stein werfen“). Die Band sieht diesen Spruch aus der Bibel nicht als religiöse Botschaft, sondern als eine „Lebensweisheit“. Sie sind zudem der Meinung, dass man ihre Songtexte aufgrund der positiven Messages und der Aufforderung ein besserer Mensch zu werden, auch mit dem Buddhismus in Verbindung bringen könne.

„Auch wenn dieses Zitat aus der Bibel ist, ist es nicht wirklich religiös. Es ist eher eine Lebensweisheit, nach der man meiner Meinung nach leben sollte.“

- Mis//Understanding handelt von dem Verlust des Vertrauens bei eigenen Aktionen. Allerdings hat das Lied ein positives Ende: Es wird die Nachricht vermittelt, dass man nur realisieren muss wer man ist und was man der Lage ist zu tun, um die schlechte Vergangenheit vergessen zu machen.
- Everything as Planned soll dem Hörer vermitteln, dass man zuerst auf sich selbst Acht geben muss, bevor man in der Lage ist, anderen Menschen zu helfen. Der Protagonist versucht, anderen Menschen zu helfen und vernachlässigt dabei sich selbst, merkt dies aber nicht.
- What I Wished I Never Had handelt von einer Person, der seine Handlungen nicht unter Kontrolle hat und beschreibt sich als eine Marionette seiner eigenen Gefühle. Er will seine „Dämonen“ beseitigen, realisiert aber, dass dies nicht möglich ist.
- Cast the First Stone soll vermitteln, dass man sein eigenes Leben leben und sich nicht von anderen Menschen manipulieren lassen soll. Obwohl der Songtitel ein Teilzitat aus dem Johannes-Evangelium ist, sehen die Musiker diesen Spruch nicht als christlich religiös, sondern als eine Lebensweisheit an, wie die Menschen zu leben haben damit diese ein gutes Leben führen.
- The Way That We’ve Been
- A War Inside beschreibt eine Person, welche sich im Krieg mit sich selbst befindet. Symbolisiert werden zwei gegenseitige Fronten durch den Teufel und einen Engel. Der Protagonist versucht ein besserer Mensch zu werden und wird dabei von seinen Gedanken, symbolisiert durch Teufel und Engel, gehindert.
- Stay Inspired
- Just Keep Breathing
- Views That Never Cease, To Keep Me from Myself
- What My Heart Held
- I Can't Make Decisions for You
- Understanding What We’ve Grown to Be beschreibt eine Person, die ein schweres Leben hatte und mit der Zeit lernt sein Leben zu verstehen. Gegen Ende wird dem Protagonisten klar, dass all der Schmerz in der Vergangenheit, ihn zu einem besseren Mensch gemacht haben.

## Musikstil

### Musik
Die Musik kann auf Understanding What We’ve Grown to Be als Metalcore-lastiger Post-Hardcore beschrieben werden. Wegen des Einsatzes von Keyboards, welcher dem Sound einen elektronischen Touch verleiht, ist die Genrebezeichnung Trancecore ebenfalls zutreffend.
Ebenfalls wie im Debütalbum verwendet die Gruppe auch Instrumente, welche für diese Musikrichtung eher ungewöhnlich ist. Der Sound wirkt durch den Einsatz von Violinen, Pianos und Trompeten recht melodiös und orchestral, wie im Symphonic Metal.
Der Gesang wechselt häufig zwischen gutturalem Gesang, wie Growls oder Screamings und Klargesang. Allerdings ist eine Dominanz des Klargesangs kaum noch vorhanden.

### Texte
Die Texte auf Understanding What We’ve Grown to Be sind im Vergleich zu To Plant a Seed deutlich „düsterer“ und „erwachsener“, da diese nicht mehr ausschließlich positive Nachrichten vermitteln, sondern auch negative Seiten aufzeigen, was auf dem Debütalbum nicht der Fall war. Dennoch sollen die Songtexte hauptsächlich eine positive Wirkung auf dem Hörer erzielen.
Auch vertritt die Gruppe die Meinung, dass die positiven Messages und die Aufforderung in ihren Songs ein besserer Mensch zu werden, mit dem Buddhismus und nicht lediglich auf dem Christentum in Verbindung bringen könne. Allerdings ist noch niemand zu der Band gekommen, der diese Meinung vertritt:

„Man könnte viele unserer Lyrics sogar mit dem Buddhismus in Verbindung setzen – gerade aufgrund unserer positiven Message und der Aufforderung, ein besserer Mensch zu werden. Es hat uns allerdings noch nie jemand gesagt: „Jungs, der Song klingt jetzt aber total nach einem buddhistischen Konzept.““

## Rezeption

### Kommerzieller Erfolg
Am 1. Oktober 2011 stieg Understanding What We’ve Grown to Be auf Platz 21 in den offiziellen US-Charts ein, wo das Album zwei Wochen vertreten war. Des Weiteren landete das Album in die Top-10 Rock Albums-Charts (10), der Independent Albums-Charts (7) und der Hard Rock Albums-Charts (5), sowie eine Platzierung in den Digital Albums-Charts wo es auf den 16. Platz einstieg. In diesen Charts hielt sich das Album jedoch lediglich eine Woche lang.
Im Vergleich zu To Plant a Seed war die mediale Resonanz größer. Das Album wurde von Fachmagazinen wie dem Metal Hammer oder Legacy kritisiert. Das Metal Hammer listete Understanding What We’ve Grown to Be in ihrem Zusatzheft Extreme Aggression: Der neue Krach – Metalcore, Deathcore und weiter, erschienen im Dezember 2011, als eines der wegweisenden Alben des Metalcore-Genres auf. In dieser Liste sind auch Invictus von Heaven Shall Burn, Reckless and Relentless von Asking Alexandria, There Is a Hell, Believe Me I’ve Seen It. There Is a Heaven, Let’s Keep It a Secret von Bring Me the Horizon und Zombieactionhauptquartier von Callejon vertreten.

### Promotion

#### Konzertreisen
Für ihr Debütalbum, To Plant a Seed, tourte die Gruppe lediglich exzessiv durch die Vereinigten Staaten und Kanada. Das Album wurde am 13. September 2011 veröffentlicht. An diesem Tag startete die „I Am Alive“-Tour in Pontiac, Michigan. Auf dieser Tour spielte We Came as Romans in den USA und Kanada. Als Support spielten Miss May I, Texas in July, Close to Home und Of Mice & Men auf dieser Tour. Um für Understanding What We’ve Grown to Be zu werben, ging die Gruppe erstmals auch in Europa und Südamerika auf Tournee. Die erste Tour, war die „Macbeth Footwear and Keep A Breast Europa“-Tour. Diese startete am 13. Januar 2012 in Karlsruhe und endete am 12. Februar 2012 in Brighton. Auf der Konzertreise, war die Gruppe Co-Headliner mit Alesana. Als Special-Guests traten Iwrestledabearonce und Glamour of the Kill auf. Diese Europa-Tour führte durch 12 Staaten und umfasste 29 Konzerte.
Es folgte ein zweitägiger Aufenthalt am 18. und 19. Februar 2012 in Japan, wo die Band in Tokio auf dem „Scream Out Fest“ spielte. Am 9. März folgte die „Fire & Ice“-Tour wo We Came as Romans gemeinsam mit Emmure, The Word Alive, Blessthefall und The Color Morale durch die Vereinigten Staaten. Nach 26 Konzerten, welche durch 18 Bundesstaaten führte, endete diese Konzerttour am 14. April 2012. Die Gruppe spielte am 18. März 2012 auf dem The Bamboozle im Asbury Park. Außerdem war We Came as Romans auf dem South by So What? in Texas zu sehen.
Am 26. Mai 2012 spielte die Gruppe gemeinsam mit Underoath, Protest the Hero und Close Your Eyes durch Südamerika. We Came as Romans spielte zum ersten Mal dort. Nach fünf Konzerten, welche durch vier Nationen ging, war diese Tournee vorüber. Diese endete am 2. Juni 2012.

#### Werbe-Aktionen
Die Band hat einen Wettbewerb unter dem Namen Defend WCAR ausgerufen. In diesem konnten Fans gemeinsam mit der Band das Spiel Call of Duty: Modern Warfare 3 spielen. Die besten Spieler konnten Call of Duty: Modern Warfare 3, ein Headset sowie eine Kopie des Albums gewinnen.
Im Rahmen der Europa-Tour der Band gemeinsam mit Alesana, welche von Macbeth Footwear und Keep a Breast gesponsert wurde, veranstalteten diese einen Contest. An diesem Wettbewerb konnten lediglich Tour-Besucher teilnehmen. Diese mussten im Sozialen Netzwerk Facebook einen Satz posten in dem We Came as Romans, Alesana und Macbeth Footwear zu lesen war. Sechs Teilnehmer konnten eine CD Understanding What We’ve Grown to Be sowie eine Kopie von A Place to Be Silent von Alesana und ein spezielles Merchandising-Paket von Macbeth Footwear gewinnen.

#### Veröffentlichungen
Am 5. Juli 2011 veröffentlichte die Gruppe ihre Single Mis//Understanding (mit Understanding What We’ve Grown to Be als Zusatztitel) über ITunes. Zudem brachte die Gruppe drei Musikvideos heraus. Diese sind Mis//Understanding, Just Keep Breathing und Understanding What We’ve Grown to Be. Auf der Webseite des Labels Equal Vision Records meint Andrew Glass, Bassist der Band, sollen die drei Musikvideos das Leben eines Menschen porträtieren, der verwirrt und hoffnungslos auf der Suche nach seinem Stand im Leben ist.
Das erste Video, Mis//Understanding premierte im November 2011 auf der Musikvideo-Plattform ArtistDirect, das zweite Video Just Keep Breathing folgte im Dezember auf Livestream.com. Das letzte Musikvideo, Understanding What We’ve Grown to Be wurde im Februar 2012 auf VEVO erstveröffentlicht.
Bereits im August wurde What I Wished I Never Had als Lyric-Video auf der Facebook-Präsenz der Band vorab veröffentlicht. Zu diesem Zeitpunkt war das Album bei MerchNow vorbestellbar. Die Gruppe veröffentlichte ein Live-Video zum Titel A War Inside über die Musikplattform Rocktube.

### Kritiken

#### Englischsprachige Kritiken
Audiopinions vergab 9 von 10 Punkten und war der Meinung, dass der Gesang und der instrumentale Wechsel innerhalb der Songs bzw. das komplette Programm Understand What We’ve Grown to Be besser als das Vorgänger-Album macht. Für den Kritiker spielt der annähernd ähnlich Sound in vielen Songs des Albums eher eine untergeordnete Rolle. Max Grundström von The New Review beschreibt den Einsatz von orchestralen Merkmalen als eine musikalische Wiedererkennung der Band. Teilweise vergleicht er die Gruppe mit I Am Abomination. Grundström beschreibt, dass der Klang sich gegenüber To Plant a Seed kaum verändert hat- er bezeichnet das Album deswegen als „To Plant a Seed 2.0“. The New Review gab 3,5 von 5 möglichen Punkten. Pernell Fowler von Bring on Mixed Reviews ist der Meinung, dass die Gruppe mit dem Album einen Schritt nach vorne gegangen sei, was unter anderem an den Songtexten liegt, die realistischer klingen als auf To Plant a Seed. Er vergleicht die Gruppe mit Bands wie Asking Alexandria, Woe, Is Me und Of Mice & Men. Insgesamt erhielt das Album eine Wertung von 3,75 von 5.
Bei Rockfreaks erreichte Understanding What We’ve Grown to Be eine Wertung von 7,5 von 10. Der Kritiker meint, dass die Gruppe zwar keinen Meilenstein innerhalb oder auch außerhalb der Szene schaffen konnte, dennoch hob er hervor, dass die Songtexte nach wichtigeren Fragen frage und nach tiefgründigeren Antworten strebe. Auch AP vergleicht das Album mit Konkurrenzveröffentlichungen von Bands wie Asking Alexandria, Woe, Is Me und Of Mice & Men. Dan Issit von Alter the Press! beschreibt das Album als komplexer im Bereich der Struktur und der Emotionals der Vorgänger. Er meint, dass dem Album teilweise ein Hit wie „To Move on Is to Grow“ fehle, aber dennoch sei Understanding What We’ve Grown to Be ein Schritt nach vorne. Zudem prophezeit er, dass die Gruppe dank des Albums weitere Fans gewinnen könne.

#### Deutschsprachige Kritiken
Jürgen Tschamler aus der Redaktion des Online-Versandhandels EMP meint, dass We Came as Romans bei ihrem zweiten Longplayer stilistisch kein Risiko eingehen und ihrem Stil, den sie bereits auf To Plant a Seed an den Tag gelegt haben, treu bleiben. Er meint, dass „das hin- und herpendeln zwischen Aggro-Parts und harmonischen Versatzstücken, das Album hörenswerter machen als viele Konkurrenzalben.“

„Auf ihrem zweiten Album bleiben sich We Came As Romans stilistisch treu und gehen in Sachen Innovationen keinerlei Risiken ein. Was schon auf "To plant a seed" zu hören war, wird hier weiter geboten, nur ausgereifter, energischer und vor allem selbstsicherer. Man kann dem Material vielleicht eine dunklere Grundausrichtung zugestehen, allerdings wurde man im Umkehrschluss textlich etwas positiver. Man könnte auch sagen, erwachsener. Musikalisch wird nach dem derzeitigen Metalcore-Ritus verfahren. Fiese, tiefe Growls/Shouts wechseln sich mit harmonisch, teils sehr cleanen Vocals, ab. Diese hat man in langsame Passagen eingebettet, bevor man mit scharfkantigen Riffattacken das Tempo wieder anzieht. Als exzellentes Beispiel wäre einer der Album-Highlights zu nennen: "War inside"! WCAR mögen es zudem, sich sehr nahe an wuchtigen Melodiepassagen auszutoben, was den Gesamtsound aufwertet. Gerade das hin- und herpendeln zwischen Aggro-Parts und harmonischen Versatzstücken macht "Understanding what we've grown to be" derzeit hörenswerter als viele Konkurrenzalben. Obwohl man sich an die Genrevorgaben hält, hat man ein ausdrucksstarkes, abwechslungsreiches Album abgeliefert, das den guten Eindruck vom Debut untermauert.“

Florian Krapp vom deutschsprachigen Metal Hammer beschreibt, dass das Album im Vergleich zum Vorgänger, viel abwechslungsreicher geworden ist und dadurch für die ein oder andere Überraschung sorgt. Gelobt werden auch der Gebrauch von Breakdowns und Keyboardpassagen, welche das Können der Band zusätzlich untermauere. Auch wird lobend erwähnt, dass die Gruppe den Songs genug Raum zugesteht, wodurch die Melodien besser zur Geltung kommen. Als Beispiel nennt Krapp die Stücke „Everything as Planned“, „What I Wished I Never Had“ und „A War Inside“. Das Album erhielt 6 von 7 Punkten. Das Magazine listete Understanding What We’ve Grown to Be in ihrem Zusatzheft Extreme Aggression: Der neue Krach – Metalcore, Deathcore und weiter, das im Dezember 2011 dem Metal Hammer Magazin beilag, als eines der wegweisenden Alben des Metalcore-Genres auf.
Arne Kupetz vom Legacy meint, dass die Gruppe das Genre zwar nicht neu erfinde, jedoch seien die Songs prägnant und mitreißend. Kupetz sagt, dass die Songtexte bei Understanding What We’ve Grown to Be sehr gelungen seien. Er meint, dass das Album ein super Album geworden ist. Katharina Pfeifle vom Rock Hard ist der Meinung, dass die Produktion des Albums eine runde Sache sei, wo die Aha-Momente allerdings ausbleiben. Laut Pfeifle stehen die Hooks und Melodien im Vordergrund. Sie meint, dass Genrefreunde Gefallen an dem Album finden werden und nennt als Anspieltips „What I Wished I Never Had“ und „Cast the First Stone“.
André Jahn vom FUZE Magazine ist der Meinung, dass man der Band die zwei Jahre Zeitspanne zwischen den beiden Alben anmerke. Der Sound und das Cover wirkt düsterer und die Songtexte scheinen realistischer und erwachsener. Allerdings, so der Kritiker, habe die Band musikalisch auf „Altbewährtes zurückgegriffen“: Dem Wechsel von Klargesang und Shouts, sowie harte Gitarrenriffs und „schöne Ohrwurmmelodien“. Jahn sagt aber auch, dass die Band es mit To Plant a Seed geschafft habe einen bleibenden Eindruck zu hinterlassen und aus der breiten Metalcore-Szene herauszustechen. Stefan Berning vom Online-Musikportal Powermetal.de beschreibt zwar eine Steigerung auf Understanding What We’ve Grown to Be im Vergleich zum Debütalbum, allerdings bezeichnet er das Album nicht als musikalischer Meilenstein. Teilweise erinnert der Klargesang an Cove Reeber von Saosin. Er bezeichnet Understanding What We’ve Grown to Be als solides Album, allerdings sei da noch Luft nach oben, um mit den „Spitzenreitern“ mithalten zu können.
Dom Kamper von Stormbringer.at ist der Meinung, dass man in der Zukunft mehr von We Came as Romans höre werde. Er kritisierte allerdings, dass Band dann mehr drauf haben müsse, als einen Song in zwölf verschiedenen Variationen zu produzieren. Er bezeichnete, dass die komplette Produktion einwandfrei geworden ist, das Album allerdings schnell langweilig würde. Kamper gab dem Album 3,5 von 5 möglichen Punkten. Auf Whiskey-soda.de erhielt das Album eine 2- (auf einer Notenskala von 1 bis 6). Die Kritikerin beschreibt, dass Understanding What We’ve Grown to Be die „negativen Seiten des Lebens“ aufgreife, was die Band in ihren vorherigen Alben nicht realisiert habe. Die Texte handeln darüber, so die Kritikerin, wie man mit Situationen umgeht und damit zurechtkommt, wenn Etwas anders abläuft als geplant. Sie ist der Meinung, dass die Band sich wie Asking Alexandria anhöre, allerdings ohne deren Stärke, was daran liegen könnte, dass viele neue Metalcore-Bands auf den Einsatz von Synthesizern bzw. Keyboards setzen. Auf Earshot.at heißt es, dass die Gruppe es zwar nicht schafft den Metalcore zu revolutionieren, allerdings bringt die Band frische Ideen in das, laut Earshot, „ausgelutschte“ Genre. Außerdem liefere die Gruppe ein qualitativ hochwertiges Album ab.